# Euphranta sedlaceki
Euphranta sedlaceki är en tvåvingeart som beskrevs av Hardy 1983. Euphranta sedlaceki ingår i släktet Euphranta och familjen borrflugor. Inga underarter finns listade i Catalogue of Life.